# Zvenella parcevenosa
Zvenella parcevenosa är en insektsart som först beskrevs av Lucien Chopard 1931.  Zvenella parcevenosa ingår i släktet Zvenella och familjen syrsor. Inga underarter finns listade i Catalogue of Life.